# Lý thuyết quyền biến
Lý thuyết quyền biến (tiếng Anh: Contingency theory) là một lý thuyết về tổ chức tuyên bố rằng không có cách tốt nhất để tổ chức, lãnh đạo một công ty hoặc đưa ra quyết định. Thay vào đó, quá trình hành động tối ưu tùy thuộc vào tình hình bên trong và bên ngoài công ty. Một nhà lãnh đạo đội ngũ áp dụng hiệu quả phong cách lãnh đạo của riêng họ vào các tình huống phù hợp.

## Lịch sử
Cách tiếp cận “các tình huống ngẫu nhiên” trong lãnh đạo bị ảnh hưởng bởi hai chương trình nghiên cứu trước đó với nỗ lực xác định hành vi lãnh đạo hiệu quả. Trong những năm 1950, các nhà nghiên cứu tại Đại học bang Ohio đã đưa ra các bảng câu hỏi rộng rãi đo lường một loạt các hành vi lãnh đạo có thể có trong các bối cảnh tổ chức khác nhau. Mặc dù ban đầu, nhiều nhóm hành vi lãnh đạo được xác định dựa trên các bảng câu hỏi này, hai loại nhóm hành vi được chứng minh là đặc biệt điển hình của các nhà lãnh đạo hiệu quả:
1. Nhóm hành vi quan tâm đến con người, bao gồm tạo thiện cảm tốt, mối quan hệ giữa các cá nhân và thể hiện sự ủng hộ, quan tâm đối với cấp dưới.
2. Nhóm hành vi quan tâm đến công việc, như phân công vai trò, lập kế hoạch nhằm đảm bảo hoàn thành nhiệm vụ và đạt được mục tiêu.

Đồng thời, các nhà nghiên cứu từ Trung tâm Nghiên cứu Khảo sát của Đại học Michigan đã tiến hành phỏng vấn và phân tích bảng câu hỏi trong các tổ chức và thu thập các phương pháp đo lường năng suất của nhóm để đánh giá các hành vi lãnh đạo hiệu quả. Các nhóm hành vi lãnh đạo xuất hiện ở đại học Chicago như việc quan tâm đến công việc và quan tâm đến con người cũng tương tự như các nghiên cứu của đại học bang Ohio. Tuy nhiên, các nhà điều tra của đại học Michigan đã gọi những hành vi lãnh đạo này là hành vi hướng đến mối quan hệ và hành vi hướng đến nhiệm vụ. Loại nghiên cứu này sau đó đã được Robert Blake và Jane Mouton mở rộng vào năm 1964 để đề xuất rằng các nhà lãnh đạo hiệu quả đạt điểm cao trong cả hai hành vi này.
Họ cho rằng các lý thuyết trước đây như lý thuyết quản lý quan liêu của Weber và lý thuyết quản lý theo khoa học của Taylor đã thất bại vì không chú ý đến việc phong cách quản lý và cấu trúc tổ chức bị ảnh hưởng bởi các khía cạnh khác nhau của môi trường: các tình huống ngẫu nhiên. Không thể có "một cách tốt nhất" cho lãnh đạo hoặc tổ chức.
Trong lịch sử, Lý thuyết quyền biến đã tìm cách hình thành những khái quát rộng về các cấu trúc chính thức thường được kết hợp hoặc phù hợp nhất với việc sử dụng các công nghệ khác nhau. Viễn cảnh bắt nguồn từ công trình của Joan Woodward (1958), người lập luận rằng các công nghệ xác định một cách trực tiếp sự khác biệt trong các thuộc tính tổ chức như khoảng kiểm soát, tập trung quyền lực và chính thức hóa các quy tắc và thủ tục.

## Cách tiếp cận các tình huống ngẫu nhiên
Gareth Morgan trong cuốn sách Images of Organization (tạm dịch: Hình ảnh của tổ chức) đã tóm tắt những ý tưởng chính ẩn dưới những tình huống ngẫu nhiên:
- Các tổ chức là các hệ thống mở cần quản lý cẩn thận để đáp ứng và cân bằng các nhu cầu nội bộ cũng như thích ứng với hoàn cảnh môi trường
- Không có cách tổ chức nào là tốt nhất. Hình thức tổ chức phù hợp phụ thuộc vào loại công việc hoặc môi trường mà tổ chức đang giải quyết
- Quản lý phải được quan tâm trên hết, với việc đạt được sự liên kết và hòa hợp
- Các loại môi trường khác nhau cần các loại tổ chức khác nhau

Mô hình “ứng phó các tình huống ngẫu nhiên” của Fred Fiedler tập trung vào mô hình lãnh đạo theo tình huống trong các tổ chức. Mô hình này bao hàm mối quan hệ giữa phong cách lãnh đạo và mức độ thuận lợi của tình huống. Fielder đã phát triển một thước đo để đo lường phong cách của một nhà lãnh đạo được gọi là Least Preferred Co-worker (tạm dịch: Thước đo đồng nghiệp kém được ưa thích nhất, viết tắt: LPC Scale). Bài kiểm tra bao gồm 16-22 mục để họ đánh giá theo thang điểm từ 1 đến 8 khi họ nghĩ về một người đồng nghiệp mà họ gặp khó khăn nhất khi làm việc. Điểm cao cho thấy người thực hiện bài kiểm tra có lối làm việc quan tâm đến các mối quan hệ và điểm thấp cho thấy người thực hiện bài kiểm tra có lối làm việc quan tâm đến công việc. Mức độ thuận lợi theo tình huống được Fiedler mô tả theo ba khía cạnh xuất phát theo kinh nghiệm:
1. Quan hệ giữa người lãnh đạo và người dưới quyền. Quan hệ này được xác định bởi những đặc tính như sự thân thiện, sự hài lòng, bầu không khí làm việc của nhóm.
2. Cấu trúc nhiệm vụ được xác định bằng bốn biến số của cấu trúc nhiệm vụ: Mục tiêu có rõ ràng hay không? Những cách thức để đạt đến mục tiêu rõ ràng và cụ thể hay không? Quyết định có rõ ràng và chính xác hay không? Quyết định có cụ thể và có nét riêng hay không?
3. Quyền lực chính thức của người lãnh đạo được xác định bằng khả năng của người lãnh đạo trong việc đưa ra phần thưởng, khả năng giao nhiệm vụ cho người dưới quyền, khả năng kiểm soát thông tin.

Các tình huống đều có lợi cho người lãnh đạo nếu cả ba khía cạnh này đều đạt mức cao.
William Richard Scott mô tả Lý thuyết quyền biến theo cách sau: "Cách tổ chức tốt nhất phụ thuộc vào bản chất của môi trường liên quan tới tổ chức". Các bài nghiên cứu của các nhà nghiên cứu khác bao gồm Paul R. Lawrence, Jay Lorsch và James D. Thompson đã bổ sung cho tuyên bố này. Họ quan tâm nhiều hơn đến tác động của các tình huống ngẫu nhiên đối với cơ cấu tổ chức. Lý thuyết quyền biến theo cấu trúc là mô hình chi phối các lý thuyết cấu trúc tổ chức trong những năm 1970. Johannes M Pennings, người đã kiểm tra sự tương tác giữa sự bất ổn của môi trường, cấu trúc tổ chức và các khía cạnh khác nhau của hiệu suất, đã thực hiện một thử nghiệm thực nghiệm quan trọng. Pennings đã thực hiện một nghiên cứu thực nghiệm trên mẫu của các văn phòng môi giới bán lẻ, trong đó các khía cạnh của môi trường thị trường như sự cạnh tranh, những thay đổi và các nguồn lực với các thỏa thuận về tổ chức như các khuôn mẫu ra quyết định, phân bổ quyền lực được đặt cạnh nhau để xem xét về mặt hiệu suất. Trong khi các thuộc tính cấu trúc của các văn phòng ảnh hưởng mạnh đến hiệu suất, bằng chứng cho sự ảnh hưởng của "các tình huống ngẫu nhiên" lại ít rõ ràng hơn.
Có thể kết luận rằng không có cách nào là tốt nhất để quản lý hoặc thực hiện mọi thứ. Tình huống khác nhau đòi hỏi cách tiếp cận khác nhau để xử lý, quản lý và giải quyết các vấn đề phát sinh liên quan. Quản lý và tổ chức là một “Hệ thống mở”, trong đó luôn luôn phải đối mặt với những bất thường hoặc thách thức, đòi hỏi phải có giải pháp phù hợp theo từng tình huống để khắc phục hoặc giải quyết một vấn đề hoặc các sự cố liên quan. Các yếu tố thuộc về tình huống hoặc mang tính ngẫu nhiên khác là “sự thay đổi nhu cầu của khách hàng đối với hàng hóa và dịch vụ, thay đổi chính sách hoặc luật pháp của chính phủ, thay đổi môi trường hoặc biến đổi khí hậu, v.v.”